# Conirostre des tamarugos
Conirostrum tamarugense
Espèce
Statut de conservation UICN

 VU D2 : Vulnérable
Le Conirostre des tamarugos (Conirostrum tamarugense), également appelé Sucrier à front rouge, est une espèce de passereaux de la famille des Thraupidae.

## Répartition et habitat
Cet oiseau niche dans le nord du Chili où elle fréquente les plantations et parcelles de Prosopis tamarugo jusqu'à 2 950 m et hiverne dans le sud du Pérou où elle peuple les zones de Gynoxys et Polylepis entre 3 400 et 4 050 m d'altitude.

### Publication originale
- Johnson & Millie, 1972 : A new species of conebill (Conirostrum) from northern Chile. Supplement to the birds of Chile and adjacent regions of Argentina, Bolivia and Peru. Buenos Aires, p. 3-8.